# Torneo del Interior A 2004
El Torneo del Interior - Zona Campeonato de 2004 fue la séptima edición del torneo organizado por la Unión Argentina de Rugby que reúne a los mejores clubes de todas las uniones provinciales de la Argentina, excluyendo a la Unión de Rugby de Buenos Aires. Se llevó a cabo entre el 18 de septiembre y el 31 de octubre de 2004.
En la final se enfrentaron el campeón cordobés, Tala, y el campeón del noroeste, Los Tarcos, consagrándose campeón Tala al derrotar al equipo tucumano por 35 a 26, consiguiendo así su primer título a nivel nacional y convirtiéndose en el tercer club cordobés en ganar el torneo. El equipo capitaneado por Leonardo Ortiz se quedó con la victoria tras ir perdiendo 28 a 26 a cinco minutos del final, anotando dos tries en los últimos minutos de juego a través de Lisandro García y Martín Romero.
Esta fue la última edición del torneo en su versión original, con la Unión Argentina de Rugby decidiendo que en la siguiente temporada los clubes pasarían a clasificar de los torneo regionales al Nacional de Clubes de forma directa. El torneo volvería a disputarse en la temporada 2009.

## Equipos participantes
Participaron de este torneo 16 clubes, provenientes del Torneo Regional del Noroeste (cinco equipos),Campeonato Oficial Cordobés (cuatro equipos), el Torneo Regional del Litoral (cuatro equipos), el Torneo Regional del Oeste (dos equipos) y el Torneo de la URMDP (un equipo).
| Club                           | Vía de clasificación                                |
| ------------------------------ | --------------------------------------------------- |
| Los Tarcos                     | Campeón del Torneo Regional del Noroeste 2004.      |
| Universitario de Tucumán       | Subcampeón del Torneo Regional del Noroeste 2004.   |
| Huirapuca                      | 3.° puesto en el Torneo Regional del Noroeste 2004. |
| Cardenales                     | 4.° puesto en el Torneo Regional del Noroeste 2004. |
| Universitario de Salta         | 5.° puesto en el Torneo Regional del Noroeste 2004. |
| Tala Rugby Club                | Campeón del Campeonato Oficial de la UCR 2004.      |
| Córdoba Athletic               | Subcampeón del Campeonato Oficial de la UCR 2004.   |
| La Tablada                     | 3.° puesto en el Campeonato Oficial de la UCR 2004. |
| Palermo Bajo                   | 4.° puesto en el Campeonato Oficial de la UCR 2004. |
| Gimnasia y Esgrima de Rosario  | Campeón del Torneo Regional del Litoral 2004.       |
| Jockey Club de Rosario         | Subcampeón del Torneo Regional del Litoral 2004.    |
| Duendes                        | 3.° puesto en el Torneo Regional del Litoral 2004.  |
| Universitario de Rosario       | 4.° puesto en el Torneo Regional del Litoral 2004.  |
| Los Tordos                     | Campeón del Torneo Regional del Oeste 2004.         |
| Mendoza Rugby Club             | Subcampeón del Torneo Regional del Oeste 2004.      |
| Universitario de Mar del Plata | Campeón del Torneo de la URMDP 2004.                |

### Distribución geográfica de los equipos
| Salta Rosario San Miguel de Tucumán Mar del Plata Mendoza Córdoba Concepción Localización de los equipos clasificados al Torneo del Interior A 2004 | \| Jurisdicción \| Cant. \| Equipos \| \| ------------------------- \| ----- \| ---------------------------------------------------- \| \| Provincia de Córdoba \| 4 \| La Tablada, Palermo Bajo, Córdoba Athletic, Tala \| \| Provincia de Santa Fe \| 4 \| Jockey Club, GER, Duendes, Universitario (R) \| \| Provincia de Tucumán \| 4 \| Universitario (T), Cardenales, Huirapuca, Los Tarcos \| \| Provincia de Mendoza \| 2 \| Los Tordos, Mendoza RC \| \| Provincia de Buenos Aires \| 1 \| Universitario (MDP) \| \| Provincia de Salta \| 1 \| Universitario (S) \| |                                                      |
| Jurisdicción | Cant. | Equipos                                              |
| Provincia de Córdoba | 4 | La Tablada, Palermo Bajo, Córdoba Athletic, Tala     |
| Provincia de Santa Fe | 4 | Jockey Club, GER, Duendes, Universitario (R)         |
| Provincia de Tucumán | 4 | Universitario (T), Cardenales, Huirapuca, Los Tarcos |
| Provincia de Mendoza | 2 | Los Tordos, Mendoza RC                               |
| Provincia de Buenos Aires | 1 | Universitario (MDP)                                  |
| Provincia de Salta | 1 | Universitario (S)                                    |

## Primera fase

### Zona 1
| Pos. | Equipos           | Partidos | Partidos | Partidos | Tantos | Tantos | Tantos | Pts. |
| Pos. | Equipos           | G        | E        | P        | PF     | PC     | DP     | Pts. |
| ---- | ----------------- | -------- | -------- | -------- | ------ | ------ | ------ | ---- |
| 1.°  | La Tablada        | 3        | 0        | 0        | 160    | 41     | +119   | 15   |
| 2.°  | Universitario (R) | 2        | 0        | 1        | 69     | 110    | -41    | 9    |
| 3.°  | Los Tordos        | 1        | 0        | 2        | 81     | 101    | -20    | 5    |
| 4.°  | Universitario (T) | 0        | 0        | 3        | 63     | 121    | -58    | 2    |

|  | Clasifica a segunda fase y al Nacional de Clubes 2004 |

| 18 de septiembre | Los Tordos | 19 - 40 | La Tablada |                                             |                                             |
|                  |            | Reporte |            | Árbitro(s): Ricardo Ponce de León (Tucumán) | Árbitro(s): Ricardo Ponce de León (Tucumán) |

| 19 de septiembre | Universitario (R) | 28 - 21 | Universitario (T) |                                         |                                         |
|                  |                   | Reporte |                   | Árbitro(s): Martín Rodríguez (Santa Fe) | Árbitro(s): Martín Rodríguez (Santa Fe) |

| 25 de septiembre | Universitario (R) | 34 - 24 | Los Tordos |                                            |                                            |
|                  |                   | Reporte |            | Árbitro(s): Martín Laurelli (Buenos Aires) | Árbitro(s): Martín Laurelli (Buenos Aires) |

| 25 de septiembre | Universitario (T) | 15 - 55 | La Tablada |                                            |                                            |
|                  |                   | Reporte |            | Árbitro(s): Víctor Rabuffetti (Entre Ríos) | Árbitro(s): Víctor Rabuffetti (Entre Ríos) |

| 3 de octubre | La Tablada | 65 - 7  | Universitario (R) |                                         |                                         |
|              |            | Reporte |                   | Árbitro(s): Pablo Deluca (Buenos Aires) | Árbitro(s): Pablo Deluca (Buenos Aires) |

| 3 de octubre | Los Tordos | 38 - 27 | Universitario (T) |                                      |                                      |
|              |            | Reporte |                   | Árbitro(s): Gustavo Pérez (San Juan) | Árbitro(s): Gustavo Pérez (San Juan) |

### Zona 2
| Pos. | Equipos                | Partidos | Partidos | Partidos | Tantos | Tantos | Tantos | Pts. |
| Pos. | Equipos                | G        | E        | P        | PF     | PC     | DP     | Pts. |
| ---- | ---------------------- | -------- | -------- | -------- | ------ | ------ | ------ | ---- |
| 1.°  | Palermo Bajo           | 3        | 0        | 0        | 108    | 70     | +38    | 15   |
| 2.°  | Gimnasia y Esgrima (R) | 2        | 0        | 1        | 157    | 78     | +79    | 12   |
| 3.°  | Universitario (MDP)    | 1        | 0        | 2        | 68     | 97     | -29    | 6    |
| 4.°  | Mendoza RC             | 0        | 0        | 3        | 75     | 163    | -88    | 0    |

|  | Clasifica a segunda fase y al Nacional de Clubes 2004 |

| 18 de septiembre | Gimnasia y Esgrima (R) | 42 - 18 | Universitario (MDP) |                                     |                                     |
|                  |                        | Reporte |                     | Árbitro(s): Daniel Jabase (Córdoba) | Árbitro(s): Daniel Jabase (Córdoba) |

| 18 de septiembre | Mendoza RC | 22 - 46 | Palermo Bajo |                                      |                                      |
|                  |            | Reporte |              | Árbitro(s): Gustavo Pérez (San Juan) | Árbitro(s): Gustavo Pérez (San Juan) |

| 25 de septiembre | Mendoza RC | 31 - 33 | Universitario (MDP) |                                            |                                            |
|                  |            | Reporte |                     | Árbitro(s): Hernán Filomena (Buenos Aires) | Árbitro(s): Hernán Filomena (Buenos Aires) |

| 25 de septiembre | Palermo Bajo | 38 - 31 | Gimnasia y Esgrima (R) |                                             |                                             |
|                  |              | Reporte |                        | Árbitro(s): Ricardo Ponce de León (Tucumán) | Árbitro(s): Ricardo Ponce de León (Tucumán) |

| 2 de octubre | Gimnasia y Esgrima (R) | 84 - 22 | Mendoza RC |                                       |                                       |
|              |                        | Reporte |            | Árbitro(s): Eduardo Blengio (Uruguay) | Árbitro(s): Eduardo Blengio (Uruguay) |

| 2 de octubre | Universitario (MDP) | 17 - 24 | Palermo Bajo |                                            |                                            |
|              |                     | Reporte |              | Árbitro(s): Miguel Sandoval (Buenos Aires) | Árbitro(s): Miguel Sandoval (Buenos Aires) |

### Zona 3
| Pos. | Equipos           | Partidos | Partidos | Partidos | Tantos | Tantos | Tantos | Pts. |
| Pos. | Equipos           | G        | E        | P        | PF     | PC     | DP     | Pts. |
| ---- | ----------------- | -------- | -------- | -------- | ------ | ------ | ------ | ---- |
| 1.°  | Tala              | 3        | 0        | 0        | 98     | 71     | +27    | 15   |
| 2.°  | Jockey Club (R)   | 2        | 0        | 1        | 98     | 84     | +14    | 10   |
| 3.°  | Huirapuca         | 1        | 0        | 2        | 97     | 100    | -3     | 8    |
| 4.°  | Universitario (S) | 0        | 0        | 3        | 77     | 115    | -38    | 2    |

|  | Clasifica a segunda fase y al Nacional de Clubes 2004 |

| 18 de septiembre | Jockey Club (R) | 44 - 29 | Universitario (S) |                                                   |                                                   |
|                  |                 | Reporte |                   | Árbitro(s): Christian Sánchez Ruíz (Buenos Aires) | Árbitro(s): Christian Sánchez Ruíz (Buenos Aires) |

| 18 de septiembre | Tala | 38 - 31 | Huirapuca |                                        |                                        |
|                  |      | Reporte |           | Árbitro(s): Santiago Borsani (Rosario) | Árbitro(s): Santiago Borsani (Rosario) |

| 25 de septiembre | Jockey Club (R) | 38 - 26 | Huirapuca |                                       |                                       |
|                  |                 | Reporte |           | Árbitro(s): Eduardo Blengio (Uruguay) | Árbitro(s): Eduardo Blengio (Uruguay) |

| 25 de septiembre | Universitario (S) | 24 - 31 | Tala |                                         |                                         |
|                  |                   | Reporte |      | Árbitro(s): Martín Rodríguez (Santa Fe) | Árbitro(s): Martín Rodríguez (Santa Fe) |

| 2 de octubre | Huirapuca | 40 - 24 | Universitario (S) |                                    |                                    |
|              |           | Reporte |                   | Árbitro(s): Omar Alcocer (Tucumán) | Árbitro(s): Omar Alcocer (Tucumán) |

| 2 de octubre | Tala | 29 - 16 | Jockey Club (R) |                                             |                                             |
|              |      | Reporte |                 | Árbitro(s): Ricardo Ponce de León (Tucumán) | Árbitro(s): Ricardo Ponce de León (Tucumán) |

### Zona 4
| Pos. | Equipos          | Partidos | Partidos | Partidos | Tantos | Tantos | Tantos | Pts. |
| Pos. | Equipos          | G        | E        | P        | PF     | PC     | DP     | Pts. |
| ---- | ---------------- | -------- | -------- | -------- | ------ | ------ | ------ | ---- |
| 1.°  | Los Tarcos       | 3        | 0        | 0        | 85     | 63     | +22    | 14   |
| 2.°  | Duendes          | 2        | 0        | 1        | 71     | 62     | +9     | 8    |
| 3.°  | Córdoba Athletic | 1        | 0        | 2        | 74     | 67     | +7     | 6    |
| 4.°  | Cardenales       | 0        | 0        | 3        | 54     | 92     | -38    | 1    |

|  | Clasifica a segunda fase y al Nacional de Clubes 2004 |

| 18 de septiembre | Córdoba Athletic | 33 - 12 | Cardenales |                                            |                                            |
|                  |                  | Reporte |            | Árbitro(s): Víctor Rabuffetti (Entre Ríos) | Árbitro(s): Víctor Rabuffetti (Entre Ríos) |

| 19 de septiembre | Los Tarcos | 27 - 15 | Duendes |                                            |                                            |
|                  |            | Reporte |         | Árbitro(s): Marcelo Toscano (Buenos Aires) | Árbitro(s): Marcelo Toscano (Buenos Aires) |

| 25 de septiembre | Cardenales | 28 - 32 | Los Tarcos |                                          |                                          |
|                  |            | Reporte |            | Árbitro(s): Fernando Martorell (Tucumán) | Árbitro(s): Fernando Martorell (Tucumán) |

| 25 de septiembre | Córdoba Athletic | 21 - 29 | Duendes |                                           |                                           |
|                  |                  | Reporte |         | Árbitro(s): Marcelo Pilara (Buenos Aires) | Árbitro(s): Marcelo Pilara (Buenos Aires) |

| 2 de octubre | Duendes | 27 - 14 | Cardenales |                                         |                                         |
|              |         | Reporte |            | Árbitro(s): Martín Rodríguez (Santa Fe) | Árbitro(s): Martín Rodríguez (Santa Fe) |

| 2 de octubre | Los Tarcos | 26 - 20 | Córdoba Athletic |                                            |                                            |
|              |            | Reporte |                  | Árbitro(s): Marcelo Toscano (Buenos Aires) | Árbitro(s): Marcelo Toscano (Buenos Aires) |

## Segunda fase

### Zona A
| Pos. | Equipos                | Partidos | Partidos | Partidos | Tantos | Tantos | Tantos | Pts. |
| Pos. | Equipos                | G        | E        | P        | PF     | PC     | DP     | Pts. |
| ---- | ---------------------- | -------- | -------- | -------- | ------ | ------ | ------ | ---- |
| 1.°  | Los Tarcos             | 3        | 0        | 0        | 105    | 54     | +51    | 14   |
| 2.°  | Jockey Club (R)        | 1        | 0        | 2        | 76     | 55     | +21    | 7    |
| 3.°  | La Tablada             | 1        | 0        | 2        | 58     | 96     | -38    | 4    |
| 4.°  | Gimnasia y Esgrima (R) | 1        | 0        | 2        | 52     | 86     | -34    | 4    |

|  | Clasifica a la final |

| 9 de octubre | La Tablada | 24 - 14 | Gimnasia y Esgrima (R) |                                             |                                             |
|              |            | Reporte |                        | Árbitro(s): Ricardo Ponce de León (Tucumán) | Árbitro(s): Ricardo Ponce de León (Tucumán) |

| 9 de octubre | Los Tarcos | 22 - 15 | Jockey Club (R) |                                      |                                      |
|              |            | Reporte |                 | Árbitro(s): Javier Mancuso (Córdoba) | Árbitro(s): Javier Mancuso (Córdoba) |

| 16 de octubre | Jockey Club (R) | 45 - 10 | La Tablada |  |  |
|               |                 | Reporte |            |  |  |

| 16 de octubre | Los Tarcos | 46 - 15 | Gimnasia y Esgrima (R) |  |  |
|               |            | Reporte |                        |  |  |

| 24 de octubre | Gimnasia y Esgrima (R) | 23 - 16 | Jockey Club (R) |                                      |                                      |
|               |                        | Reporte |                 | Árbitro(s): Javier Mancuso (Córdoba) | Árbitro(s): Javier Mancuso (Córdoba) |

| 24 de octubre | La Tablada | 24 - 37 | Los Tarcos |                                     |                                     |
|               |            | Reporte |            | Árbitro(s): David Rose (Inglaterra) | Árbitro(s): David Rose (Inglaterra) |

### Zona B
Al haber empatado en puntos y en el partido entre sí, Tala clasificó a la final por tener mayor cantidad de victorias que Duendes a lo largo del torneo.
| Pos. | Equipos           | Partidos | Partidos | Partidos | Tantos | Tantos | Tantos | Pts. |
| Pos. | Equipos           | G        | E        | P        | PF     | PC     | DP     | Pts. |
| ---- | ----------------- | -------- | -------- | -------- | ------ | ------ | ------ | ---- |
| 1.°  | Tala              | 2        | 1        | 0        | 119    | 61     | +58    | 12   |
| 2.°  | Duendes           | 2        | 1        | 0        | 94     | 45     | +49    | 12   |
| 3.°  | Universitario (R) | 1        | 0        | 2        | 43     | 92     | -49    | 4    |
| 4.°  | Palermo Bajo      | 0        | 0        | 3        | 42     | 100    | -58    | 0    |

|  | Clasifica a la final |

| 9 de octubre | Palermo Bajo | 19 - 33 | Duendes |                                    |                                    |
|              |              | Reporte |         | Árbitro(s): Agustín Auad (Tucumán) | Árbitro(s): Agustín Auad (Tucumán) |

| 10 de octubre | Tala | 47 - 22 | Universitario (R) |                                 |                                 |
|               |      | Reporte |                   | Árbitro(s): Javier Ramos (Cuyo) | Árbitro(s): Javier Ramos (Cuyo) |

| 16 de octubre | Tala | 26 - 26 | Duendes |  |  |
|               |      | Reporte |         |  |  |

| 16 de octubre | Universitario (R) | 21 - 10 | Palermo Bajo |  |  |
|               |                   | Reporte |              |  |  |

| 24 de octubre | Duendes | 35 - 0  | Universitario (R) |                                            |                                            |
|               |         | Reporte |                   | Árbitro(s): Marcelo Toscano (Buenos Aires) | Árbitro(s): Marcelo Toscano (Buenos Aires) |

| 24 de octubre | Palermo Bajo | 13 - 46 | Tala |                                        |                                        |
|               |              | Reporte |      | Árbitro(s): Gareth Copsey (Inglaterra) | Árbitro(s): Gareth Copsey (Inglaterra) |

## Final
La localía de la final fue decidida por sorteo, resultando ganador el equipo cordobés.
| 31 de octubre | Tala | 35 - 26 | Los Tarcos |                                            |                                            |
|               |      | Reporte |            | Árbitro(s): Miguel Sandoval (Buenos Aires) | Árbitro(s): Miguel Sandoval (Buenos Aires) |

| Bandera de la Provincia de Córdoba |
| Tala Campeón                       |
| Primer título                      |